# SWAP
SWAP (错生S) è una webserie cinese di 10 episodi andata in onda dal 31 agosto al 29 settembre 2016. La serie è l'adattamento della novel BL scritta da Wang Pao Xiao Pao 错生的瞳孔.

## Trama
Guang Guang è un neofito fattorino che ha il compito di consegnare un pacco in una grande azienda. Il capo dell'azienda, Yu Wen, appena lo vede lo associa al fratello morto diversi anni prima e per questo motivo vuole conoscerlo e imbastire un rapporto con lui. In parallelo una cantante molto famosa dall'aria alquanto mascolina, Huang Fu, vuole incominciare una relazione amorosa con Yuan Yuan (la segretaria di Yu Wen).
L'evolversi degli eventi porta le due coppie a vivere un incidente automobilistico e questo causa uno scambio di corpi tra Yuan Yuan e Guang Guang per una durata di 108 giorni.

## Personaggi
- Guang Guang, interpretato da Yao Lucas
È un ragazzo molto magro che lavora come fattorino e, all'inizio della storia, si trova a consegnare un pacco a Yu Wen. Da lì incomincerà un rapporto con lui e con Xiao Ran (una delle guardie della sicurezza dell'azienda). A causa di un brutto incidente si scambia di corpo con Yuan Yuan per 108 giorni.
- Yu Wen, interpretato da Yang Leo
È un manager in carriera di una grossa azienda. Appena vede Guang Guang lo scambia per suo fratello Qin (morto anni prima in un incidente automobilistico). È un amico di vecchia data di Huang Fu.
- Xiao Ran, interpretato da Jeffrey
È una delle guardie della sicurezza dell'azienda presieduta da Yu Wen. È molto muscoloso e nel corso della storia sembra innamorarsi di Guang Guang.
- Yuan Yuan, interpretata da Ben Xi
È la segretaria di Yu Wen e amica d'infanzia di Huang Fu. Durante l'inizio della serie è fidanzata con un nullafacente che, dopo poco tempo, scaricherà. Ha sempre sognato di diventare una cantante anche se a causa della sua famiglia non gli è stato possibile. A causa di un brutto incidente si scambia di corpo con Guang Guang per 108 giorni.
- Huang Fu, interpretata da Ye Rohar
È una cantante molto mascolina che conosce Yuan Yuan dall'infanzia e Yu Wen da molto tempo. Durante la storia s'innamora di Yuan Yuan e dopo l'evento della sostituzione dei corpi tra Yuan Yuan e Guang Guang fa pubblicamente coming out come lesbica.
- Huang Hue, interpretata da Yi Chu Chu
È la madre biologica di Guang Guang e la matrignia di Huang Fu. Disprezza molto sia Huang Fu che Yu Wen ed è per questo che tenta di danneggiarli in ogni modo.

## Musiche
Il tema di apertura si chiama Crush the Story (暗戀故事情節) di Ben Xi mentre quello di chiusura si chiama 他不愿 di Zhang Yang Yang.